# William Felton
William Felton est un organiste, claveciniste et compositeur anglais, né à Drayton (Shropshire) en 1715 et décédé à Hereford le 6 décembre 1769.

## Biographie
William Felton fait ses études au Saint John’s College de l’université de Cambridge où il obtient son baccalauréat en arts en 1738 puis sa maîtrise dans la même discipline en 1743.
Ordonné prêtre en 1742, il devient – parallèlement à divers engagements dans des paroisses – vicaire et subchanter de la cathédrale d’Hereford en 1743, chanoine en 1760, et chapelain de la princesse Augusta (veuve de Frederick, prince de Galles) en 1769.
Il semble que Felton ait été un meilleur claveciniste et organiste que compositeur.
Il compose quasi exclusivement de la musique instrumentale, principalement des concertos pour orgue ou clavecin.

## Œuvres
- Musique instrumentale

- - 6 Concertos, op. 1, pour orgue (ou clavecin) & instruments (éd. Londres, 1744)
  - 6 Concertos, op. 2, pour orgue (ou clavecin) & instruments (éd. Londres, 1747)
  - 8 Suites of Easy Lessons, op. 3, pour clavecin (éd. Londres, 1750)
  - 6 Concertos, op. 4, pour orgue (ou clavecin) & instruments (éd. Londres, 1752)
  - 6 Concertos, op. 5, pour orgue (ou clavecin) & instruments (éd. Londres, 1755)
  - 8 Suites of Easy Lessons, op. 6, pour clavecin (éd. Londres, 1758)
  - 8 Concertos, op. 7, pour orgue (ou clavecin) & instruments (éd. Londres, 1760)